# Bogdan Žerajić
Bogdan Žerajić (Nevesinje, veljača 1886. – Sarajevo, 15. lipnja 1910.), bio je atentator na Marijana Varešanina, guvernera Bosne i Hercegovine.

## Životopis
Bogdan Žerajić rođen je u Nevesinju, selu Miljevac, 1886. godine. Gimnaziju je završio u Mostaru, a pravo na Pravnom fakultetu u Zagrebu. Nakon diplome radio je kao učitelj u kruševačkom okrugu u Srbiji. Žerajićev bratić, general dr. Milan Žerajić, je bio osobni liječnik kralja Petra I. Karađorđevića, dok mu je drugi bratić dr. Risto Žerajić bio osobni liječnik kralja Aleksandra I. Karađorđevića. Kao član terorističke i militarističke organizacije Crna ruka, Žerajić je bio nezadovoljan politikom srpskog građanstva u BiH, koji su po njegovom uvjerenju napustili svaku stvarnu borbu protiv Austro-Ugarske vlasti u zemlji i krenuli putevima političkog oportunizma. Žerajić je zastupao tezu beskompromisne borbe protiv Austro-Ugarske Monarhije. 15. lipnja 1910. godine Žerajić je izvršio neuspjeli atentat na baruna Varešanina. Na baruna Varešanina Žerajić je ispalio pet metaka, te si je potom opalio šesti i posljednji metak u glavu i na mjestu pao mrtav. Tim pokušajem atentata Žerajić je potvrdio svoj stav u politici, koji je on smatrao demonstracijom i aktom protesta protiv stanja nastalog donošenjem ustava (Zemaljski statut) za BiH i otvaranjem Bosanskog sabora. Žerajićev čin je imao snažan utjecaj na daljnji razvoj revolucionarnog pokreta bosanskohercegovačke omladine, a za koju je Žerajić postao simbol idealnog borca za slobodu.

## Unutarnje poveznice
- Crna ruka
- Mlada Bosna
- Sarajevski atentat